# Senna purpusii
Senna purpusii är en ärtväxtart som först beskrevs av Townshend Stith Brandegee, och fick sitt nu gällande namn av Howard Samuel Irwin och Rupert Charles Barneby. Senna purpusii ingår i släktet sennor, och familjen ärtväxter. Inga underarter finns listade i Catalogue of Life.